# جولیان تامپسون
جولیان تامپسون (انگلیسی: Julian Thompson؛ زادهٔ ۷ اکتبر ۱۹۳۴) فرد نظامی اهل بریتانیا است. وی همچنین برندهٔ جوایزی همچون نشان حمام و نشان امپراتوری بریتانیا شده‌است.

## حرفه نظامی
تامپسون در سال 1952 به نیروی دریایی سلطنتی پیوست. بین سالهای 1954 و 1969، او در 40، 42، 43، 45 تکاوران نیروی دریایی سلطنتی خدمت کرد. در طول دهه 1960 او برای رویارویی اندونزی و مالزی به بورنئو اعزام شد. او در پایان سال 1968 به درجه سرگرد، و در آغاز سال 1975 به درجه سرهنگ ارتقا یافت. او در سال 1975 به عنوان افسر فرماندهی 40 تکاور منصوب شد و به مدت دو سال و نیم فرماندهی آن را بر عهده داشت. او در اواسط سال 1978 به درجه سرهنگ ارتقا یافت، و بعد به سرتیپ و در سال 1981 به عنوان فرمانده تیپ 3 کماندویی منصوب شد. او که به درجه سرلشکری ارتقا یافت، از سال 1983 تا 1986 به عنوان فرمانده نیروهای ذخیره آموزشی و نیروهای ویژه ارتش RM خدمت کرد. او در سال 1986 بازنشسته شد.

## میانسالی
در دوران بازنشستگی، تامپسون مطالب زیادی در مورد تاریخ نظامی بریتانیا نوشته است. اولین کتاب او، بدون پیک نیک، در سال 1985 منتشر شد، در حالی که او هنوز در نیروی دریایی سلطنتی خدمت می کرد.
از سال 1987 تا 1997، تامپسون یک محقق ارشد در "تدارکات و درگیری مسلحانه در عصر مدرن" در کالج کینگ، دانشگاه لندن بود. او از سال 1997 استاد مدعو در دپارتمان مطالعات جنگ کینگز بوده است.
تامپسون رئیس کهنه سربازان بریتانیا است، سازمانی با هدف «ارائه استدلال‌های دفاعی و امنیتی برای رأی دادن به خروج بریتانیا از اتحادیه اروپا» و پس از رفراندوم برای «حمایت از دولت اعلیحضرت در وظیفه بازگرداندن کامل» کنترل حاکمیت بر تمام جنبه های دفاع از قلمرو مطابق با آن دستور مردم.